# Brumsnurra

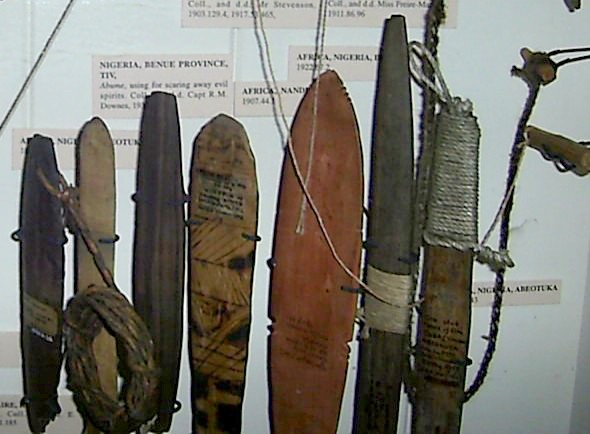
Brumsnurror från Afrika på Pitt Rivers Museum.

Brumsnurra eller brummare (franska planchette ronflante engelska bullroarer) är ett enkelt instrument som förekommer hos vissa naturfolk, som barnleksak i andra kulturer.
Brumsnurran förekommer bland annat hos Australiens aboriginer, vissa indianer och hos inuiter. Den består av ett lancettformat träföremål, som fästs vid ett snöre, och därefter snabbt svängs runt i luften så att ett vinande ljud uppkommer.

## Vinare
I nordisk kultur har instrumentet funnits sedan förhistorisk tid som vinare, en oval skiva av trä eller bark med ett hål i ena änden, där ett snöre är fastsatt. När skiva snurras runt i luften med hjälp av snöret uppstår ett vinande eller brummande ljud.
Vinaren är en primitiv leksak, men i flera kulturer är den också ett viktigt kultiskt föremål, vars läte tolkas som t. ex. en anfaders, ett gudaväsen eller ett mystiskt djurs röst. Dess funktion är mestadels förknippad med initiationsriter eller utövas inom männens ”hemliga sällskap” (bl. a. för att hålla nyfikna kvinnor och barn på avstånd).